# 오타베역
오타베역(일본어: 太田部駅)은 일본 나가노현 사쿠시에 위치한 동일본 여객철도 고우미 선의 철도역이다. 단선 승강장 1면 1선의 구조를 갖춘 지상역이다.

## 이용 현황
- 2010년도 : 22명
- 2011년도 : 22명

## 역 주변
- 지쿠마강

## 역사
- 1952년 5월 1일 : 국철의 역으로서 개업. 여객 영업만.
- 1987년 4월 1일 : 일본국유철도 분할 민영화에 의해, 동일본 여객철도가 승계.

## 인접 역
| 동일본 여객철도 고우미 선  | 동일본 여객철도 고우미 선 | 동일본 여객철도 고우미 선 |
| -------------------------- | ------------------------- | ------------------------- |
| 다쓰오카조 고부치자와 방면 | 고우미 선                 | 나카고미 고모로 방면      |